# Lawrence Okoye
Lawrence Amaechi A. Okoye (Croydon, 6 ottobre 1991) è un discobolo ed ex giocatore di football americano britannico, che ha giocato nel ruolo di defensive end.

## Biografia
Detiene il record britannico del lancio del disco con la misura di 68,24 m. In carriera è stato finalista ai Giochi olimpici di Londra 2012, terminando la gara al 12º posto.
Dal 2013 al 2019 si dedica al football americano, tornando al lancio del disco in occasione dei London Anniversary Games 2019 con la misura di 60,80 m.

## Atletica leggera

### Palmarès
| Anno                                  | Manifestazione          | Sede       | Evento           | Risultato | Prestazione | Note                                     |
| ------------------------------------- | ----------------------- | ---------- | ---------------- | --------- | ----------- | ---------------------------------------- |
| In rappresentanza della Gran Bretagna |                         |            |                  |           |             |                                          |
| 2010                                  | Mondiali U20            | Moncton    | Lancio del disco | 6º        | 59,77 m     |                                          |
| 2011                                  | Europei U23             | Ostrava    | Lancio del disco | Oro       | 60,70 m     |                                          |
| 2012                                  | Europei                 | Helsinki   | Lancio del disco | 11º       | 60,09 m     |                                          |
| 2012                                  | Giochi olimpici         | Londra     | Lancio del disco | 12º       | 61,03 m     |                                          |
| 2021                                  | Giochi olimpici         | Tokyo      | Lancio del disco | nm (q)    | nm (q)      |                                          |
| 2022                                  | Mondiali                | Eugene     | Lancio del disco | 13º (q)   | 63,57 m     |                                          |
| 2022                                  | Europei                 | Monaco     | Lancio del disco | Bronzo    | 67,14 m     | Miglior prestazione personale stagionale |
| 2023                                  | Mondiali                | Budapest   | Lancio del disco | 13º (q)   | 63,66 m     |                                          |
| 2024                                  | Europei                 | Roma       | Lancio del disco | 8º        | 63,48 m     |                                          |
| 2024                                  | Giochi olimpici         | Parigi     | Lancio del disco | 24º (q)   | 61,17 m     |                                          |
| In rappresentanza dell' Inghilterra   |                         |            |                  |           |             |                                          |
| 2022                                  | Giochi del Commonwealth | Birmingham | Lancio del disco | Argento   | 64,99 m     |                                          |

### Altre competizioni internazionali
2021
- Oro nella Super League degli Europei a squadre ( Chorzów), lancio del disco - 64,22 m

2025
- Bronzo ai Campionati europei a squadre di atletica leggera ( Madrid), lancio del disco - 65,83 m

## Football americano

### San Francisco 49ers
Nel marzo 2013, Okoye annunciò la sua intenzione di giocare nella National Football League, malgrado non aver mai giocato a football americano né alla scuole superiori né all'università; affermò che quattro squadre della NFL avevano espresso interesse nei suoi confronti e di aver intenzione di firmare dopo il Draft NFL 2013. Okoye il 27 aprile 2013 firmò coi San Francisco 49ers. Fu svincolato il 27 agosto 2013, salvo rifirmare il giorno successivo per fare parte della squadra di allenamento. Fu svincolando definitivamente il 31 agosto 2015.

### Arizona Cardinals
Nel settembre 2015, Okoye firmò per fare parte della squadra di allenamento degli Arizona Cardinals.